# Lokomotiv Taszkent
Lokomotiv Taszkent (uzb. «Lokomotiv» (Toshkent) professional futbol klubi, ros. Профессиональный футбольный клуб «Локомотив» Ташкент, Profiessionalnyj Futbolnyj Kłub "Łokomotiw" Taszkient) – uzbecki klub piłkarski z siedzibą w stolicy kraju, Taszkencie, grający obecnie w pierwszej lidze.

## Historia
Klub piłkarski Lokomotiv Taszkent został założony 18 lutego 2002 przez Państwowe Linie Kolejowe Uzbekistanu oraz prywatnego przedsiębiorce B.A.Nadirov. W latach 2002–2003 klub występował w 1 Lidze. W 2003 zdobyła awans do Oʻzbekiston PFL, w której występuje do dziś.

## Sukcesy
- mistrzostwo Oʻzbekiston PFL: 2016, 2017, 2018
- wicemistrz Oʻzbekiston PFL: 2013, 2014, 2015
- III miejsce Oʻzbekiston PFL: 2012
- Zdobycie pucharu Uzbekistanu: 2014, 2016, 2017

## Znani piłkarze
- Aleksandr Filimonow
- Péter Vörös